# Том-Браунс-Кі
Том-Бра́унс-Кі (англ. Tom Brawns Cay) — рівнинний острів в складі Багамських островів. В адміністративному відношенні відноситься до району Гранд-Кі.
Острів розташований на півночі архіпелагу Абако за 172 км на схід від півострову Флорида та за 2,8 км на схід від острова Волкерс-Кі. Має видовжену форму протяжністю 1,2 км, шириною 65 м.

## Туризм
Як і Волкерс-Кі відомий своїм прибережним мілководдям. Тут мешкає багато риб, особливо акул, яких можна годувати з рук. Окрім цього тут розвинений дайвінг. 2002 року бар'єрний риф з навколишніми водами на північ від острова були оголошені національним парком.